# Coral Springs
Coral Springs és una població dels Estats Units a l'estat de Florida. Segons el cens del 2007 est. tenia 126.875 habitants.

## Demografia
Segons el cens del 2000, Coral Springs tenia 117.549 habitants, 39.522 habitatges, i 31.301 famílies. La densitat de població era de 1.898,2 habitants per km².
Dels 39.522 habitatges en un 48,4% hi vivien nens de menys de 18 anys, en un 61,4% hi vivien parelles casades, en un 13,3% dones solteres, i en un 20,8% no eren unitats familiars. En el 15,2% dels habitatges hi vivien persones soles el 4% de les quals corresponia a persones de 65 anys o més que vivien soles. El nombre mitjà de persones vivint en cada habitatge era de 2,96 i el nombre mitjà de persones que vivien en cada família era de 3,3.
Per edats la població es repartia de la següent manera: un 30,7% tenia menys de 18 anys, un 7,9% entre 18 i 24, un 32,3% entre 25 i 44, un 23,1% de 45 a 60 i un 6% 65 anys o més.
L'edat mediana era de 34 anys. Per cada 100 dones de 18 o més anys hi havia 90,8 homes.
La renda mediana per habitatge era de 58.459 $ i la renda mediana per família de 64.193 $. Els homes tenien una renda mediana de 45.330 $ mentre que les dones 30.898 $. La renda per capita de la població era de 25.282 $. Entorn del 6,3% de les famílies i el 8% de la població estaven per davall del llindar de pobresa.

## Poblacions més properes
El següent diagrama mostra les poblacions més properes.